# McCance-Gletscher
Der McCance-Gletscher ist ein Gletscher an der Loubet-Küste des Grahamlands auf der Antarktischen Halbinsel. Er fließt unmittelbar westlich des Widdowson-Gletschers in die Darbel Bay.
Der Falkland Islands Dependencies Survey kartierte ihn anhand von Luftaufnahmen der Hunting Aerosurveys Ltd. aus den Jahren von 1955 bis 1957. Das UK Antarctic Place-Names Committee benannte ihn 1959 nach dem britischen Biochemiker und Physiologen Robert Alexander McCance (1898–1993) von der University of Cambridge, der zwischen 1938 und 1958 an der Entwicklung konzentrierter Nahrungsmittelrationen für britische Polarexpeditionen maßgeblich beteiligt war.